# Joe Ledley
Joseph Christopher Ledley, meglio conosciuto come Joe Ledley (Cardiff, 21 gennaio 1987), è un ex calciatore gallese, di ruolo centrocampista.

## Carriera

### Club

#### Cardiff City
Inizia a giocare a calcio a nove anni, giocando nelle formazioni giovanili della sua città, Cardiff.
Viene aggregato in prima squadra a partire dalla stagione 2004-2005, a soli 17 anni, debuttando in Championship il 16 ottobre 2004 contro il Rotherham Utd. Durante la sua esperienza con i Bluebirds, Ledley scala le gerarchie, diventando uno dei punti fermi della formazione gallese e ricevendo la convocazione in Under 21. Grazie al goal messo a segno contro il Barnsley nella stagione 2006-2007, vince il premio per il miglior gol dell'anno. All'inizio della stagione seguente, firma un rinnovo contrattuale con il Cardiff City per altri due anni e al termine dell'accordo, dopo 6 anni in prima squadra, si svincola dai gallesi, con i quali complessivamente ha giocato 257 partite e segnato 30 reti.

#### Celtic
Rimasto senza contratto, il 12 luglio 2010 firma per gli scozzesi del Celtic. Il suo debutto coincide con la prima partita in UEFA Champions League, la prima in ambito europeo, scendendo in campo contro i portoghesi del Braga nel terzo turno preliminare. Debutta in campionato per i biancoverdi alla prima giornata contro l'Inverness il 14 agosto 2010, mentre segna il suo primo gol con il Celtic Glasgow il 22 agosto 2010, nella vittoria per 4-0 contro il St. Mirren. Con i biancoverdi di Glasgow gioca per tre stagioni e mezzo, giocando 157 partite e 30 reti in ogni competizione e vincendo 3 campionati scozzesi e 2 coppe di Scozia.

#### Crystal Palace
Il 31 gennaio 2014, nell'ultimo giorno della sessione invernale, viene acquistato dal Crystal Palace.
Segna al suo debutto con la maglia dei Glaziers, l'8 febbraio nella vittoria per 3-1 in casa contro il West Bromwich. Contribuisce a far finire la stagione all'undicesimo posto in Premier League, a metà classifica. La stagione successiva, giocando nel suo ruolo preferito di centrocampista centrale, segnò due gol cruciali nelle vittorie contro Liverpool e Leicester City.
Dopo tre stagioni e mezzo, 96 presenze e 6 gol, il 9 giugno 2017, Ledley viene lasciato libero dal club di Selhurst Park.

#### Derby County
Dopo aver rifiutato diverse proposte da alcune squadre dei campionati minori inglesi ed alcune offerte di club turchi e cinesi,, il 20 settembre 2017 firma per il Derby County fino al 31 gennaio 2018. Visto le sue buone prestazioni, il 28 novembre 2017 prolunga il suo contratto fino alla fine della stagione 2018-2019. Tuttavia, il 30 gennaio 2019, risolve di comune accordo il contratto con i bianconeri.

#### Charlton e Newcastle Jets
Il 6 dicembre 2019, firma un contratto a breve termine con il Charlton. Fece la sua unica apparizione il giorno dopo, venendo sostituito all'intervallo nella sconfitta per 1-0 contro il Middlesbrough.
Il 23 febbraio 2020, dopo la scadenza del suo contratto di un mese con i bianorossi ed essersi allenato per un breve periodo con il Newport County, rifiutandone una proposta di contratto, firma con i Newcastle Jets, squadra della A-League, la massima serie del campionato australiano, fino alla fine della stagione. A causa di una sospensione del campionato dovuta alla pandemia di COVID-19 nel Paese, è rimasto con il club fino ad agosto.

#### Newport County e ritiro
Rimasto svincolato dopo l'esperienza australiana, nel febbraio 2021 si allena con il Bristol Rovers, club di League One. Tuttavia, il 18 marzo, trova un accordo fino alla fine della stagione con il Newport County, formazione di League Two. Con solo 4 presenze in maglia ambra e nera, il 4 giugno viene annunciato la fine del suo contratto.
Dopo essere rimasto senza squadra, il 14 novembre 2021 ha annunciato il suo ritiro dal calcio, con 551 partite e 68 gol con i club e 77 presenze e 4 reti con la maglia della Nazionale Maggiore.

### Nazionale
Ledley ha iniziato a giocare con la maglia della sua nazione già a livelli giovanili e fece il suo debutto nella nazionale maggiore il 7 settembre 2005 contro la Polonia.
Viene convocato per gli Europei 2016 in Francia. Dopo la vittoria contro la Russia si è esibito in una danza molto particolare, la "Joe Ledley's dance", sotto la curva in cui erano presenti i tifosi gallesi.

## Statistiche

### Presenze e reti nei club
Statistiche aggiornate al 30 giugno 2021.
| Stagione                     | Squadra                      | Campionato                   | Campionato | Campionato | Coppe nazionali | Coppe nazionali | Coppe nazionali | Coppe continentali | Coppe continentali | Coppe continentali | Altre coppe    | Altre coppe | Altre coppe | Totale | Totale |
| Stagione                     | Squadra                      | Comp                         | Pres       | Reti       | Comp            | Pres            | Reti            | Comp               | Pres               | Reti               | Comp           | Pres        | Reti        | Pres   | Reti   |
| ---------------------------- | ---------------------------- | ---------------------------- | ---------- | ---------- | --------------- | --------------- | --------------- | ------------------ | ------------------ | ------------------ | -------------- | ----------- | ----------- | ------ | ------ |
| 2004-2005                    | Cardiff City                 | FLC                          | 28         | 3          | FACup+CdL       | 1+3             | 0               | -                  | -                  | -                  | -              | -           | -           | 32     | 3      |
| 2005-2006                    | Cardiff City                 | FLC                          | 42         | 3          | FACup+CdL       | 1+2             | 0+1             | -                  | -                  | -                  | -              | -           | -           | 45     | 4      |
| 2006-2007                    | Cardiff City                 | FLC                          | 46         | 3          | FACup+CdL       | 2+1             | 0               | -                  | -                  | -                  | -              | -           | -           | 49     | 3      |
| 2007-2008                    | Cardiff City                 | FLC                          | 41         | 10         | FACup+CdL       | 4+3             | 1+0             | -                  | -                  | -                  | -              | -           | -           | 48     | 11     |
| 2008-2009                    | Cardiff City                 | FLC                          | 41         | 4          | FACup+CdL       | 3+3             | 1+0             | -                  | -                  | -                  | -              | -           |             | 47     | 5      |
| 2009-2010                    | Cardiff City                 | FLC                          | 29+3       | 3+1        | FACup+CdL       | 3+1             | 0               | -                  | -                  | -                  | -              | -           | -           | 36     | 4      |
| Totale Cardiff City          | Totale Cardiff City          | Totale Cardiff City          | 227+3      | 26+1       |                 | 27              | 3               |                    | -                  | -                  |                | -           | -           | 257    | 30     |
| 2010-2011                    | Celtic                       | SPL                          | 29         | 2          | SC+CdL          | 4+4             | 3+1             | UCL+UEL            | 2+2                | 0                  | -              | -           | -           | 41     | 6      |
| 2011-2012                    | Celtic                       | SPL                          | 32         | 7          | SC+CdL          | 4+4             | 1+0             | UEL                | 6                  | 1                  | -              | -           | -           | 46     | 9      |
| 2012-2013                    | Celtic                       | SPL                          | 25         | 7          | SC+CdL          | 4+3             | 2+0             | UCL                | 9                  | 1                  | -              | -           | -           | 41     | 10     |
| 2013-gen. 2014               | Celtic                       | SP                           | 20         | 4          | SC+CdL          | 1+0             | 1               | UCL                | 8                  | 0                  | -              | -           | -           | 29     | 5      |
| Totale Celtic                | Totale Celtic                | Totale Celtic                | 106        | 20         |                 | 24              | 8               |                    | 27                 | 2                  |                | -           | -           | 157    | 30     |
| gen.-giu. 2014               | Crystal Palace               | PL                           | 14         | 2          | FACup+CdL       | -               | -               | -                  | -                  | -                  | -              | -           | -           | 14     | 2      |
| 2014-2015                    | Crystal Palace               | PL                           | 32         | 2          | FACup+CdL       | 3+0             | 0               | -                  | -                  | -                  | -              | -           | -           | 35     | 2      |
| 2015-2016                    | Crystal Palace               | PL                           | 19         | 1          | FACup+CdL       | 4+3             | 0               | -                  | -                  | -                  | -              | -           | -           | 26     | 1      |
| 2016-2017                    | Crystal Palace               | PL                           | 18         | 1          | FACup+CdL       | 3+0             | 0               | -                  | -                  | -                  | -              | -           | -           | 21     | 1      |
| Totale Crystal Palace        | Totale Crystal Palace        | Totale Crystal Palace        | 83         | 6          |                 | 13              | 0               |                    | -                  | -                  |                | -           | -           | 96     | 6      |
| set. 2017-2018               | Derby County                 | FLC                          | 26         | 1          | FACup+CdL       | 0               | 0               | -                  | -                  | -                  | -              | -           | -           | 26     | 1      |
| 2018-gen. 2019               | Derby County                 | FLC                          | 4          | 1          | FACup+CdL       | 0               | 0               | -                  | -                  | -                  | -              | -           | -           | 4      | 1      |
| Totale Derby County          | Totale Derby County          | Totale Derby County          | 30         | 1          |                 | 0               | 0               |                    | -                  | -                  |                | -           | -           | 30     | 1      |
| dic. 2019-gen. 2020          | Charlton                     | FLC                          | 1          | 0          | FACup+CdL       | 0               | 0               | -                  | -                  | -                  | -              | -           | -           | 1      | 0      |
| feb.-ago. 2020               | Newcastle Jets               | A                            | 6          | 0          | FFACup          | 0               | 0               | -                  | -                  | -                  | -              | -           | -           | 6      | 0      |
| set.-dic. 2020               | Newcastle Jets               | A                            | 0          | 0          | -               | -               | -               | -                  | -                  | -                  | -              | -           | -           | 0      | 0      |
| Totale Newcastle United Jets | Totale Newcastle United Jets | Totale Newcastle United Jets | 6          | 0          |                 | 0               | 0               |                    | -                  | -                  |                | -           | -           | 6      | 0      |
| mar.-giu. 2021               | Newport County               | FL2                          | 4          | 0          | FACup+CdL       | 0               | 0               | -                  | -                  | -                  | EFL Trophy+WLC | 0           | 0           | 4      | 0      |
| Totale carriera              | Totale carriera              | Totale carriera              | 460        | 55         |                 | 64              | 11              |                    | 27                 | 2                  |                | -           | -           | 551    | 68     |

### Cronologia presenze e reti in nazionale
| Cronologia completa delle presenze e delle reti in nazionale ― Galles | Cronologia completa delle presenze e delle reti in nazionale ― Galles | Cronologia completa delle presenze e delle reti in nazionale ― Galles | Cronologia completa delle presenze e delle reti in nazionale ― Galles | Cronologia completa delle presenze e delle reti in nazionale ― Galles | Cronologia completa delle presenze e delle reti in nazionale ― Galles | Cronologia completa delle presenze e delle reti in nazionale ― Galles | Cronologia completa delle presenze e delle reti in nazionale ― Galles |
| Data                                                                  | Città                                                                 | In casa                                                               | Risultato                                                             | Ospiti                                                                | Competizione                                                          | Reti                                                                  | Note                                                                  |
| --------------------------------------------------------------------- | --------------------------------------------------------------------- | --------------------------------------------------------------------- | --------------------------------------------------------------------- | --------------------------------------------------------------------- | --------------------------------------------------------------------- | --------------------------------------------------------------------- | --------------------------------------------------------------------- |
| 7-9-2005                                                              | Varsavia                                                              | Polonia                                                               | 1 – 0                                                                 | Galles                                                                | Qual. Mondiali 2006                                                   | -                                                                     | 82’                                                                   |
| 1-3-2006                                                              | Cardiff                                                               | Galles                                                                | 0 – 0                                                                 | Paraguay                                                              | Amichevole                                                            | -                                                                     | 70’                                                                   |
| 27-5-2006                                                             | Graz                                                                  | Galles                                                                | 2 – 1                                                                 | Trinidad e Tobago                                                     | Amichevole                                                            | -                                                                     |                                                                       |
| 15-8-2006                                                             | Swansea                                                               | Galles                                                                | 0 – 0                                                                 | Bulgaria                                                              | Amichevole                                                            | -                                                                     | 53’                                                                   |
| 2-9-2006                                                              | Teplice                                                               | Rep. Ceca                                                             | 2 – 1                                                                 | Galles                                                                | Qual. Euro 2008                                                       | -                                                                     | 47’                                                                   |
| 5-9-2006                                                              | Londra                                                                | Galles                                                                | 0 – 2                                                                 | Brasile                                                               | Amichevole                                                            | -                                                                     | 55’                                                                   |
| 7-10-2006                                                             | Cardiff                                                               | Galles                                                                | 1 – 5                                                                 | Slovacchia                                                            | Qual. Euro 2008                                                       | -                                                                     | 58’                                                                   |
| 11-10-2006                                                            | Cardiff                                                               | Galles                                                                | 3 – 1                                                                 | Cipro                                                                 | Qual. Euro 2008                                                       | -                                                                     | 76’                                                                   |
| 14-11-2006                                                            | Wrexham                                                               | Galles                                                                | 4 – 0                                                                 | Liechtenstein                                                         | Amichevole                                                            | -                                                                     | 46’                                                                   |
| 24-3-2007                                                             | Dublino                                                               | Irlanda                                                               | 1 – 0                                                                 | Galles                                                                | Qual. Euro 2008                                                       | -                                                                     | 46’                                                                   |
| 26-5-2007                                                             | Wrexham                                                               | Galles                                                                | 2 – 2                                                                 | Nuova Zelanda                                                         | Amichevole                                                            | -                                                                     | 46’                                                                   |
| 2-6-2007                                                              | Cardiff                                                               | Galles                                                                | 0 – 0                                                                 | Rep. Ceca                                                             | Qual. Euro 2008                                                       | -                                                                     |                                                                       |
| 22-8-2007                                                             | Burgas                                                                | Bulgaria                                                              | 0 – 1                                                                 | Galles                                                                | Amichevole                                                            | -                                                                     | 46’                                                                   |
| 8-9-2007                                                              | Cardiff                                                               | Galles                                                                | 0 – 2                                                                 | Germania                                                              | Qual. Euro 2008                                                       | -                                                                     | 46’                                                                   |
| 12-9-2007                                                             | Trnava                                                                | Slovacchia                                                            | 2 – 5                                                                 | Galles                                                                | Qual. Euro 2008                                                       | -                                                                     | 85’                                                                   |
| 13-10-2007                                                            | Nicosia                                                               | Cipro                                                                 | 3 – 1                                                                 | Galles                                                                | Qual. Euro 2008                                                       | -                                                                     |                                                                       |
| 17-10-2007                                                            | Serravalle                                                            | San Marino                                                            | 1 – 2                                                                 | Galles                                                                | Qual. Euro 2008                                                       | 1                                                                     | 70’                                                                   |
| 17-11-2007                                                            | Cardiff                                                               | Galles                                                                | 2 – 2                                                                 | Irlanda                                                               | Qual. Euro 2008                                                       | -                                                                     |                                                                       |
| 21-11-2007                                                            | Francoforte sul Meno                                                  | Germania                                                              | 0 – 0                                                                 | Galles                                                                | Qual. Euro 2008                                                       | -                                                                     |                                                                       |
| 6-2-2008                                                              | Wrexham                                                               | Galles                                                                | 3 – 0                                                                 | Norvegia                                                              | Amichevole                                                            | -                                                                     | 46’                                                                   |
| 28-5-2008                                                             | Reykjavík                                                             | Islanda                                                               | 0 – 1                                                                 | Galles                                                                | Amichevole                                                            | -                                                                     | 49’                                                                   |
| 1-6-2008                                                              | Rotterdam                                                             | Paesi Bassi                                                           | 2 – 0                                                                 | Galles                                                                | Amichevole                                                            | -                                                                     | 87’                                                                   |
| 6-9-2008                                                              | Cardiff                                                               | Galles                                                                | 1 – 0                                                                 | Azerbaigian                                                           | Qual. Mondiali 2010                                                   | -                                                                     |                                                                       |
| 10-9-2008                                                             | Mosca                                                                 | Russia                                                                | 2 – 1                                                                 | Galles                                                                | Qual. Mondiali 2010                                                   | 1                                                                     |                                                                       |
| 11-2-2009                                                             | Faro                                                                  | Galles                                                                | 0 – 1                                                                 | Polonia                                                               | Amichevole                                                            | -                                                                     | 46’                                                                   |
| 28-3-2009                                                             | Cardiff                                                               | Galles                                                                | 0 – 2                                                                 | Finlandia                                                             | Qual. Mondiali 2010                                                   | -                                                                     | 71’                                                                   |
| 1-4-2009                                                              | Cardiff                                                               | Galles                                                                | 0 – 2                                                                 | Germania                                                              | Qual. Mondiali 2010                                                   | -                                                                     |                                                                       |
| 29-5-2009                                                             | Llanelli                                                              | Galles                                                                | 1 – 0                                                                 | Estonia                                                               | Amichevole                                                            | -                                                                     | Cap.                                                                  |
| 6-6-2009                                                              | Baku                                                                  | Azerbaigian                                                           | 0 – 1                                                                 | Galles                                                                | Qual. Mondiali 2010                                                   | -                                                                     | Cap.                                                                  |
| 12-8-2009                                                             | Podgorica                                                             | Montenegro                                                            | 2 – 1                                                                 | Galles                                                                | Amichevole                                                            | -                                                                     | Cap.                                                                  |
| 9-9-2009                                                              | Cardiff                                                               | Galles                                                                | 1 – 3                                                                 | Russia                                                                | Qual. Mondiali 2010                                                   | -                                                                     |                                                                       |
| 14-11-2009                                                            | Cardiff                                                               | Galles                                                                | 3 – 0                                                                 | Scozia                                                                | Amichevole                                                            | -                                                                     | 80’                                                                   |
| 11-8-2010                                                             | Llanelli                                                              | Galles                                                                | 5 – 1                                                                 | Lussemburgo                                                           | Amichevole                                                            | 1                                                                     |                                                                       |
| 3-9-2010                                                              | Podgorica                                                             | Montenegro                                                            | 1 – 0                                                                 | Galles                                                                | Qual. Euro 2012                                                       | -                                                                     |                                                                       |
| 8-10-2010                                                             | Cardiff                                                               | Galles                                                                | 0 – 1                                                                 | Bulgaria                                                              | Qual. Euro 2012                                                       | -                                                                     | 59’                                                                   |
| 8-2-2011                                                              | Dublino                                                               | Irlanda                                                               | 3 – 0                                                                 | Galles                                                                | Amichevole                                                            | -                                                                     | 61’                                                                   |
| 26-3-2011                                                             | Cardiff                                                               | Galles                                                                | 0 – 2                                                                 | Inghilterra                                                           | Qual. Euro 2012                                                       | -                                                                     | 70’                                                                   |
| 10-8-2011                                                             | Cardiff                                                               | Galles                                                                | 1 – 2                                                                 | Australia                                                             | Amichevole                                                            | -                                                                     |                                                                       |
| 2-9-2011                                                              | Cardiff                                                               | Galles                                                                | 2 – 1                                                                 | Montenegro                                                            | Qual. Euro 2012                                                       | -                                                                     |                                                                       |
| 6-9-2011                                                              | Londra                                                                | Inghilterra                                                           | 1 – 0                                                                 | Galles                                                                | Qual. Euro 2012                                                       | -                                                                     |                                                                       |
| 29-2-2012                                                             | Cardiff                                                               | Galles                                                                | 0 – 1                                                                 | Costa Rica                                                            | Amichevole                                                            | -                                                                     | 68’                                                                   |
| 12-10-2012                                                            | Cardiff                                                               | Galles                                                                | 2 – 1                                                                 | Scozia                                                                | Qual. Mondiali 2014                                                   | -                                                                     | 71’                                                                   |
| 16-10-2012                                                            | Osijek                                                                | Croazia                                                               | 2 – 0                                                                 | Galles                                                                | Qual. Mondiali 2014                                                   | -                                                                     | 82’                                                                   |
| 6-2-2013                                                              | Swansea                                                               | Galles                                                                | 2 – 1                                                                 | Austria                                                               | Amichevole                                                            | -                                                                     |                                                                       |
| 22-3-2013                                                             | Glasgow                                                               | Scozia                                                                | 1 – 2                                                                 | Galles                                                                | Qual. Mondiali 2014                                                   | -                                                                     | 89’                                                                   |
| 26-3-2013                                                             | Swansea                                                               | Galles                                                                | 1 – 2                                                                 | Croazia                                                               | Qual. Mondiali 2014                                                   | -                                                                     |                                                                       |
| 14-8-2013                                                             | Cardiff                                                               | Galles                                                                | 0 – 0                                                                 | Irlanda                                                               | Amichevole                                                            | -                                                                     | 60’                                                                   |
| 6-9-2013                                                              | Skopje                                                                | Macedonia                                                             | 2 – 1                                                                 | Galles                                                                | Qual. Mondiali 2014                                                   | -                                                                     |                                                                       |
| 10-9-2013                                                             | Cardiff                                                               | Galles                                                                | 0 – 3                                                                 | Serbia                                                                | Qual. Mondiali 2014                                                   | -                                                                     | 75’                                                                   |
| 16-11-2013                                                            | Cardiff                                                               | Galles                                                                | 1 – 1                                                                 | Finlandia                                                             | Amichevole                                                            | -                                                                     |                                                                       |
| 4-6-2014                                                              | Amsterdam                                                             | Paesi Bassi                                                           | 2 – 0                                                                 | Galles                                                                | Amichevole                                                            | -                                                                     | 62’                                                                   |
| 9-9-2014                                                              | Andorra la Vella                                                      | Andorra                                                               | 1 – 2                                                                 | Galles                                                                | Qual. Euro 2016                                                       | -                                                                     | 62’                                                                   |
| 10-10-2014                                                            | Cardiff                                                               | Galles                                                                | 0 – 0                                                                 | Bosnia ed Erzegovina                                                  | Qual. Euro 2016                                                       | -                                                                     |                                                                       |
| 13-10-2014                                                            | Cardiff                                                               | Galles                                                                | 2 – 1                                                                 | Cipro                                                                 | Qual. Euro 2016                                                       | -                                                                     | 5’                                                                    |
| 16-11-2014                                                            | Bruxelles                                                             | Belgio                                                                | 0 – 0                                                                 | Galles                                                                | Qual. Euro 2016                                                       | -                                                                     | 33’                                                                   |
| 28-3-2015                                                             | Haifa                                                                 | Israele                                                               | 0 – 3                                                                 | Galles                                                                | Qual. Euro 2016                                                       | -                                                                     | 47’                                                                   |
| 12-6-2015                                                             | Cardiff                                                               | Galles                                                                | 1 – 0                                                                 | Belgio                                                                | Qual. Euro 2016                                                       | -                                                                     |                                                                       |
| 10-10-2015                                                            | Zenica                                                                | Bosnia ed Erzegovina                                                  | 2 – 0                                                                 | Galles                                                                | Qual. Euro 2016                                                       | -                                                                     | 75’                                                                   |
| 13-11-2015                                                            | Cardiff                                                               | Galles                                                                | 2 – 3                                                                 | Paesi Bassi                                                           | Amichevole                                                            | 1                                                                     | 55’                                                                   |
| 24-3-2016                                                             | Cardiff                                                               | Galles                                                                | 1 – 1                                                                 | Irlanda del Nord                                                      | Amichevole                                                            | -                                                                     | 46’                                                                   |
| 28-3-2016                                                             | Kiev                                                                  | Ucraina                                                               | 1 – 0                                                                 | Galles                                                                | Amichevole                                                            | -                                                                     | 79’                                                                   |
| 11-6-2016                                                             | Bordeaux                                                              | Galles                                                                | 2 – 1                                                                 | Slovacchia                                                            | Euro 2016 - 1º turno                                                  | -                                                                     | 69’                                                                   |
| 16-6-2016                                                             | Lens                                                                  | Inghilterra                                                           | 2 – 1                                                                 | Galles                                                                | Euro 2016 - 1º turno                                                  | -                                                                     | 67’                                                                   |
| 20-6-2016                                                             | Tolosa                                                                | Galles                                                                | 3 – 0                                                                 | Russia                                                                | Euro 2016 - 1º turno                                                  | -                                                                     | 76’                                                                   |
| 25-6-2016                                                             | Parigi                                                                | Galles                                                                | 1 – 0                                                                 | Irlanda del Nord                                                      | Euro 2016 - Ottavi di finale                                          | -                                                                     | 63’                                                                   |
| 1-7-2016                                                              | Lilla                                                                 | Galles                                                                | 3 – 1                                                                 | Belgio                                                                | Euro 2016 - Quarti di finale                                          | -                                                                     | 78’                                                                   |
| 6-7-2016                                                              | Lione                                                                 | Portogallo                                                            | 2 – 0                                                                 | Galles                                                                | Euro 2016 - Semifinale                                                | -                                                                     | 58’                                                                   |
| 5-9-2016                                                              | Cardiff                                                               | Galles                                                                | 4 – 0                                                                 | Moldavia                                                              | Qual. Mondiali 2018                                                   | -                                                                     | 67’                                                                   |
| 6-10-2016                                                             | Vienna                                                                | Austria                                                               | 2 – 2                                                                 | Galles                                                                | Qual. Mondiali 2018                                                   | -                                                                     |                                                                       |
| 9-10-2016                                                             | Cardiff                                                               | Galles                                                                | 1 – 1                                                                 | Georgia                                                               | Qual. Mondiali 2018                                                   | -                                                                     | 73’                                                                   |
| 12-11-2016                                                            | Cardiff                                                               | Galles                                                                | 1 – 1                                                                 | Serbia                                                                | Qual. Mondiali 2018                                                   | -                                                                     | 69’ 84’                                                               |
| 24-3-2017                                                             | Dublino                                                               | Irlanda                                                               | 0 – 0                                                                 | Galles                                                                | Qual. Mondiali 2018                                                   | -                                                                     | 72’                                                                   |
| 11-6-2017                                                             | Belgrado                                                              | Serbia                                                                | 1 – 1                                                                 | Galles                                                                | Qual. Mondiali 2018                                                   | -                                                                     |                                                                       |
| 6-10-2017                                                             | Tbilisi                                                               | Georgia                                                               | 0 – 1                                                                 | Galles                                                                | Qual. Mondiali 2018                                                   | -                                                                     | 82’                                                                   |
| 9-10-2017                                                             | Cardiff                                                               | Galles                                                                | 0 – 1                                                                 | Irlanda                                                               | Qual. Mondiali 2018                                                   | -                                                                     |                                                                       |
| 10-11-2017                                                            | Saint-Denis                                                           | Francia                                                               | 2 – 0                                                                 | Galles                                                                | Amichevole                                                            | -                                                                     | 64’                                                                   |
| 29-5-2018                                                             | Pasadena                                                              | Messico                                                               | 0 – 0                                                                 | Galles                                                                | Amichevole                                                            | -                                                                     | 71’ 74’                                                               |
| Totale                                                                |                                                                       | Presenze (10º posto)                                                  | 77                                                                    |                                                                       | Reti                                                                  | 4                                                                     |                                                                       |

| Cronologia completa delle presenze e delle reti in nazionale ― Galles under 21 | Cronologia completa delle presenze e delle reti in nazionale ― Galles under 21 | Cronologia completa delle presenze e delle reti in nazionale ― Galles under 21 | Cronologia completa delle presenze e delle reti in nazionale ― Galles under 21 | Cronologia completa delle presenze e delle reti in nazionale ― Galles under 21 | Cronologia completa delle presenze e delle reti in nazionale ― Galles under 21 | Cronologia completa delle presenze e delle reti in nazionale ― Galles under 21 | Cronologia completa delle presenze e delle reti in nazionale ― Galles under 21 |
| Data                                                                           | Città                                                                          | In casa                                                                        | Risultato                                                                      | Ospiti                                                                         | Competizione                                                                   | Reti                                                                           | Note                                                                           |
| ------------------------------------------------------------------------------ | ------------------------------------------------------------------------------ | ------------------------------------------------------------------------------ | ------------------------------------------------------------------------------ | ------------------------------------------------------------------------------ | ------------------------------------------------------------------------------ | ------------------------------------------------------------------------------ | ------------------------------------------------------------------------------ |
| 8-2-2005                                                                       | Wrexham                                                                        | Galles under 21                                                                | 0 – 4                                                                          | Germania under 21                                                              | Qual. Europeo Under-21 2006                                                    | -                                                                              |                                                                                |
| 25-3-2005                                                                      | Merthyr Tydfil                                                                 | Galles under 21                                                                | 1 – 0                                                                          | Austria under 21                                                               | Qual. Europeo Under-21 2006                                                    | -                                                                              | 65’                                                                            |
| 29-3-2005                                                                      | Neusiedl am See                                                                | Austria under 21                                                               | 2 – 0                                                                          | Galles under 21                                                                | Qual. Europeo Under-21 2006                                                    | -                                                                              |                                                                                |
| 7-10-2005                                                                      | Braunschweig                                                                   | Germania under 21                                                              | 4 – 0                                                                          | Galles under 21                                                                | Qual. Europeo Under-21 2006                                                    | -                                                                              |                                                                                |
| 10-5-2006                                                                      | Tallinn                                                                        | Estonia under 21                                                               | 0 – 2                                                                          | Galles under 21                                                                | Qual. Europeo Under-21 2007                                                    | -                                                                              | 66’                                                                            |
| Totale                                                                         |                                                                                | Presenze                                                                       | 5                                                                              |                                                                                | Reti                                                                           | 0                                                                              |                                                                                |

## Palmarès

### Club

#### Competizioni nazionali
- Campionato scozzese: 3

Celtic: : 2011-2012, 2012-2013, 2013-2014
- Coppa di Scozia: 2

Celtic: 2010-2011, 2012-2013